# Eemnesserweg 95 (Baarn)
De dienstwoning aan de Eemnesserweg 95 is een rijksmonument in Baarn in de provincie Utrecht. Het huis staat aan de Eemnesserweg aan de rand van het Wilhelminapark dat onderdeel is van  rijksbeschermd dorpsgezicht Prins Hendrikpark e.o.

## Oorsprong
De dienstwoning is vermoedelijk in dezelfde periode gebouwd als Benthuijs. Ten opzichte van de koetsierswoning is de dienstwoning spaarzaam versierd. 

## Bewoning
De dienstwoning is steeds particulier bewoond geweest.